# Praça Dr. Teixeira de Aragão

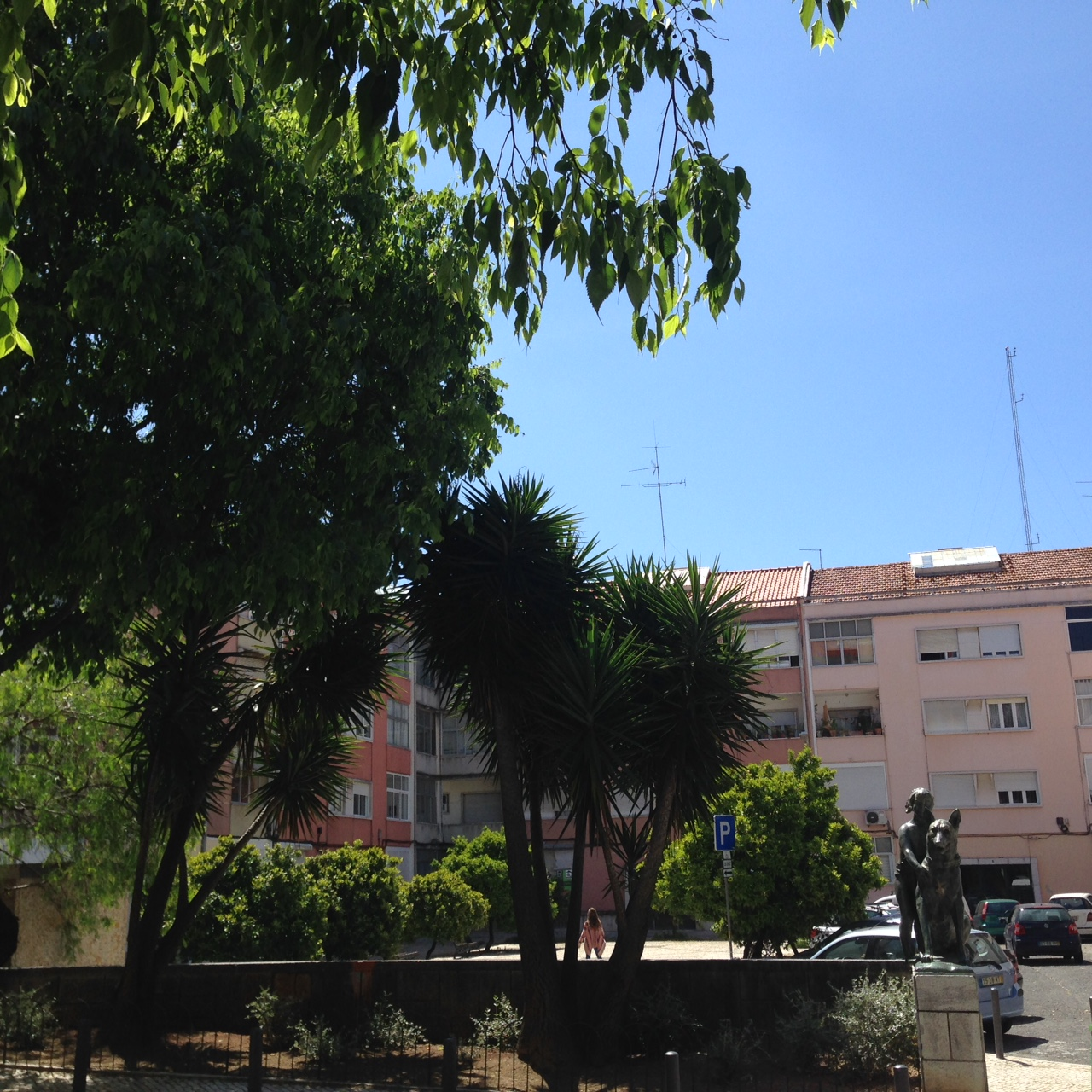
Praça Dr. Teixeira de Aragão vista da Av. Gomes Pereira.

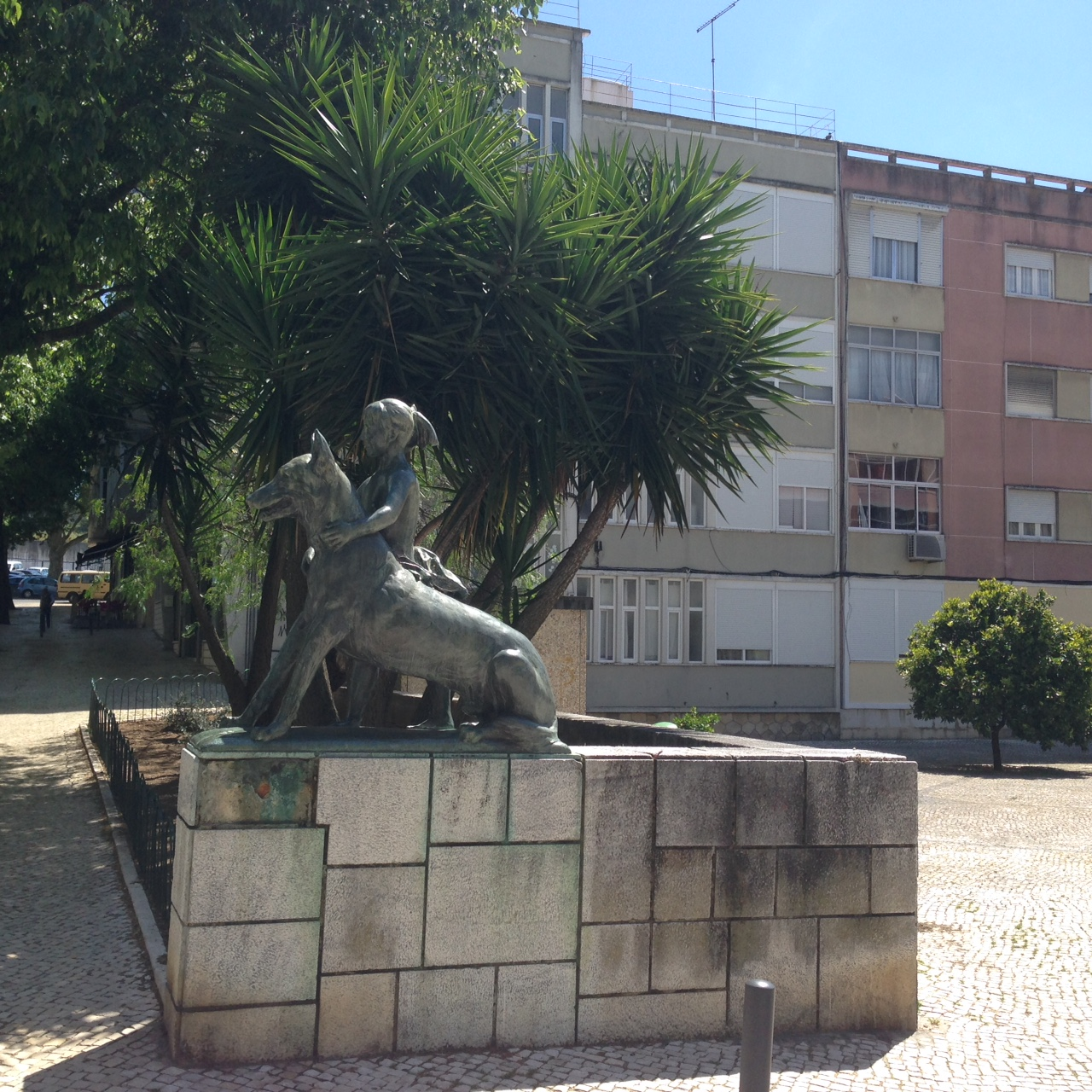
Estátua da fidelidade do escultor Júlio Vaz Júnior.

A Praça Dr. Teixeira de Aragão em Lisboa, é uma praça localizada na freguesia de Benfica que homenageia o Dr. Augusto Carlos Teixeira de Aragão. A praça possui uma estátua em bronze representando uma menina e um cão, evocando uma relação de fidelidade, de cariz artístico contemporâneo, estilo figurativo, é da autoria do escultor Júlio Vaz Júnior e foi realizada no ano de 1956.
A estátua em apreço é interpretada como símbolo da fidelidade.